# Litoria longirostris
Litoria longirostris – gatunek płaza bezogonowego z podrodziny Pelodryadinae w rodzinie rzekotkowatych (Hylidae). Żyje na niewielkim obszarze na północnym wschodzie Australii.

## Występowanie
Gatunek ten jest endemitem występującym tylko w australijskim stanie Queensland – na półwyspie Jork, w górach McIlwraith Range, w okolicach Rocky River. Zasięg jego występowania IUCN szacuje na około 525 km².
Siedlisko tego płaza to wysoko położone lasy deszczowe i lasy monsunowe. Występuje w pobliżu strumieni, ale nie jest gatunkiem wodnym.

## Rozmnażanie
Okres rozrodczy przypada na wrzesień. Samce wydają z siebie wtedy odgłosy, sadowiąc się na roślinności nieopodal wody. Ich wybranki składają jaja, przy czym na jedną samicę przypada ich zwykle od 29 do 60. Inaczej niż w przypadku choćby gatunku Litoria latopalmata, jaja są zabarwione na kolor żywozielony. Składane są na pniach drzew, liściach czy skałach znajdujących się nad wolno płynącą lub stojącą wodą. Kijanki po wykluciu spadają do wody i tam przebiega dalszy ich rozwój.

## Status
Gatunek ten wydaje się pospolity, a trend jego liczebności oceniany jest jako stabilny.